# Торжокский вагоностроительный завод
Торжокский вагоностроительный завод — предприятие железнодорожной промышленности, расположенное в городе Торжок Тверской области России.

## История
В марте 1916 года в Торжке на территории площадью в 50 десятин был основан Первый Коренной парк железнодорожных войск, который впоследствии был преобразован в Торжокский вагоностроительный завод.
С 1 января 1962 года Торжокский вагоностроительный завод стал самостоятельным предприятием по производству широкого ассортимента железнодорожных вагонов различных модификаций. За первые пять лет самостоятельной работы на заводе было выпущено сорок видов новой техники.
В сентябре 1992 года предприятие было акционировано и стало называться ОАО «Торжокский вагоностроительный завод».
В 1993 году завод выпустил первый в России 10-вагонный электропоезд пригородного сообщения с коллекторными электродвигателями.
В 2003 году предприятие приступило к полномасштабной реконструкции и модернизации производства, направленной на снижение энергоемкости и увеличение объёма выпуска продукции до 250 вагонов в год. В эксплуатацию был сдан новый заготовительный цех комплексной размерной обработки листового металла (КРОМ), оснащенный оборудованием японско-германской фирмы «АМАDА». Комплекс «АМАDА» включал в себя четыре листогибочных станка, две лазерные установки резки металла, координатно-револьверный пресс Vipros и гильотину.
В 2004 году был серьёзно модернизирован механический, каркасно-сборочный и рамно-кузовной цех. В механическом цеху введены в эксплуатацию новые токарные и фрезерные станки с программным обеспечением. В каркасно-сборочном и рамно-кузовном модернизация коснулась старого ручного сварочного оборудования, на смену которому пришло полуавтоматическое и автоматическое оборудование. Полную реконструкцию цехов планировалось завершить к середине 2008 года.
В 2004 году для улучшения качества деталей и внутреннего интерьера вагонов был также введён в эксплуатацию участок порошковой окраски, оснащенный швейцарским оборудованием. Началось строительство нового малярного цеха со специальными камерами для окраски и сушки вагонов.
В 2006 году завершена децентрализация отопления и воздухоснабжения, введена в эксплуатацию собственная система водоснабжения.
В 2008 году окончено строительство малярного цеха, оборудованного современным роботизированным оборудованием.
В 2012 году на заводе введён в эксплуатацию цех агрегатного производства (ЦАП) общей площадью 12963 кв.м. и производительностью до 768 тележек в год.
В мае 2015 года из-за долга, превышающего 950 млн руб., Сбербанк России потребовал признать завод банкротом.
10 сентября 2015 года Арбитражный суд Тверской области ввёл в отношении ОАО «Торжокский вагоностроительный завод» процедуру наблюдения. Суд по итогам наблюдения был назначен на 22 декабря 2015 года.
В конце 2015 года основная часть сотрудников сокращена, долги на июль 2016 года перед работниками не были погашены.
В 2017 году предприятие прекратило своё существование.
В мае 2020 года на площадях бывшего ТорВЗ началось вагоносборочное производство из комплектов, поставляемых Тверским вагоностроительным заводом. В декабре 2020 открылась линия рамно-кузовного производства с целью выпуска мелкосерийной продукции. Планы по расширению выпуска предусматривают рост числа задействованных сотрудников с нынешних 150 до 500 человек. В перспективе на площадку бывшего ТорВЗ планируется перевести выпуск всей мелкосерийной продукции Тверского вагоностроительного завода.

## Собственники и руководство
С августа 2015 года генеральным директором ОАО «Торжокский вагоностроительный завод» является Сергей Дьяченков.

## Деятельность
Основными заказчиками завода являлись ОАО «РЖД», Министерство обороны Российской Федерации, ФГУП «Почта России» и ряд других предприятий. Однако в 2012 году Минобороны отказалось от закупки вагонов спецназначения. В июле 2015 года было прекращено сотрудничество с ОАО «РЖД».
В 2011 году объём продаж составил 100 единиц подвижного состава. В 2012 году общий объём изготовленной и реализованной продукции составил 51 единицу, в 2013 году — 39 единиц подвижного состава. Снижение производства было вызвано резким сокращением спроса со стороны основных заказчиков.
По итогам 2013 года Торжокский вагоностроительный завод занял 37 место в рейтинге крупнейших компаний Тверской области.
В 2014 году предприятием выпущено лишь 25 вагонов, закупки электропоездов отсутствовали, сократились закупки почтовых вагонов.

### Показатели деятельности
В 2013 году выручка ОАО «Торжокский вагоностроительный завод» составила 1,228 млрд руб, чистая прибыль — 894 тыс. руб. По итогам 2014 года выручка упала до — 495 млн руб., убыток составил 223 млн руб.

### Банкротство
В результате постоянных убытков за последние несколько лет, связанных со срывом сроков поставки вагонов ключевым заказчикам: в июле 2015 года РЖД, в 2014 почтовых вагонов для Почты РФ, и в 2012 платформ для МО РФ, завод остался без покупателей и дохода, в результате чего из-за возникших убытков 6 сентября 2016 арбитражный суд Тверской области признал «Торжокский вагоностроительный завод» банкротом.
Ожидается продажа территории завода и интеллектуальной собственности заинтересованным сторонам.
На начало 2017 года ТорВЗ находится в процессе ликвидации.
Продажа предприятия
На протяжении двух месяцев происходил поиск потенциальных инвесторов для Торжокского Вагоностроительного завода. Имущество ОАО ТВЗ было выставлено на публичные торги в соответствии с Федеральным законом. Одна из компаний АО «Трансмашхолдинг» 14 декабря подала официальную заявку на торги. По результатам торгов именно она стала победителем.

## Продукция

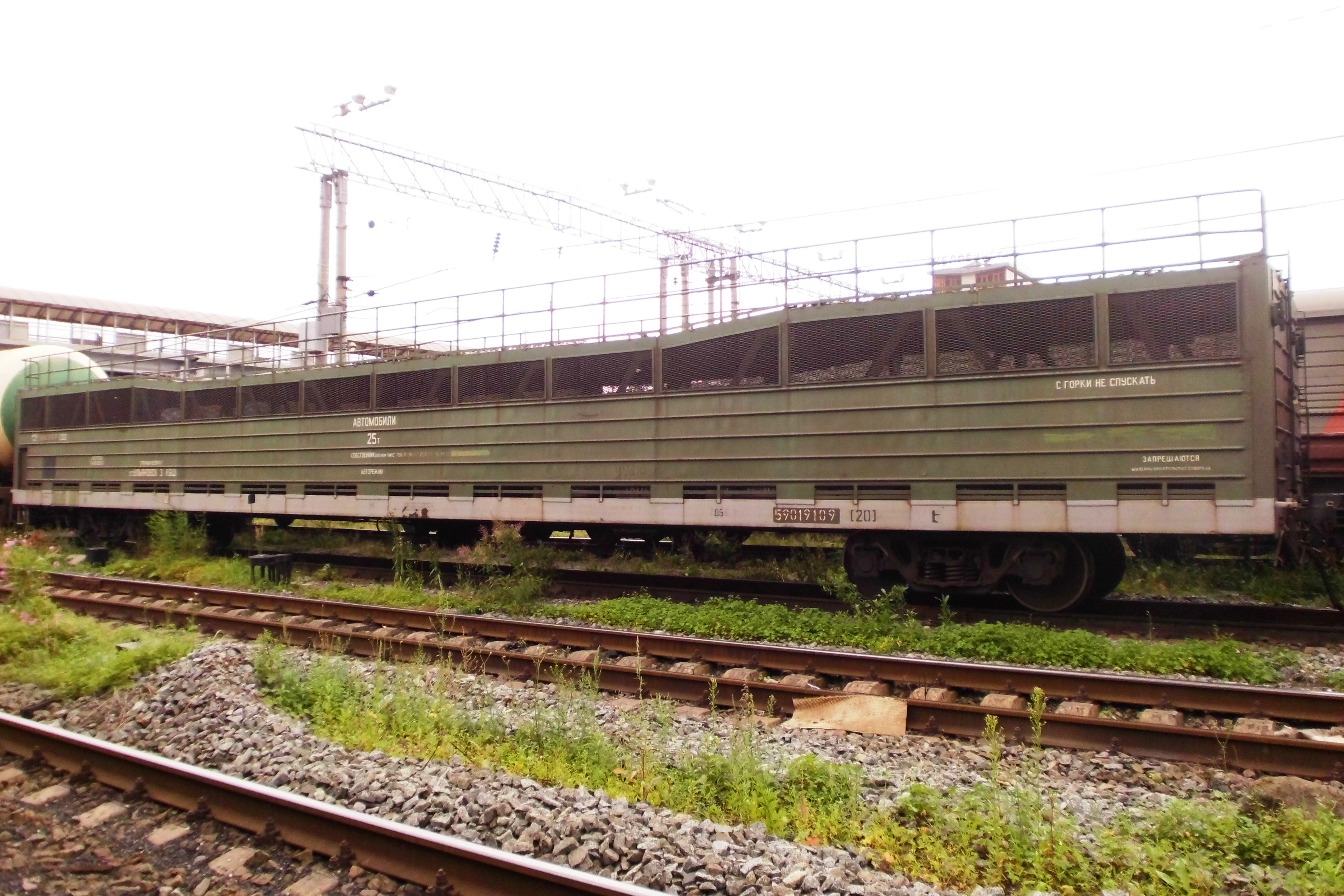
Двухъярусная платформа для перевозки автомобилей с закрытым нижним и открытым верхним ярусом модели 13-9752, произведённая Торжокским вагоностроительным заводом в 2007 году

Электропоезда
- ЭТ2
- ЭТ2М
- ЭТ2МЛ
- ЭТ2ЭМ
- ЭТ4А

Дизель-электропоезда
- ДТ1